# Skrzela (lotnictwo)

Schematyczny przekrój poprzeczny skrzydła samolotu z otwartymi (u góry) i zamkniętymi (u dołu) skrzelami automatycznymi

Elementy mechanizacji skrzydła dużego samolotu
1. Winglet
2. Lotki małych prędkości
3. Lotki dużych prędkości
4. Owiewka
5. Klapa noskowa Krügera
6. Skrzela (sloty)
7. Klapy wewnętrzne trójszczelinowe
8. Klapy zewnętrzne trójszczelinowe
9. Spojler
10. Hamulce aerodynamiczne

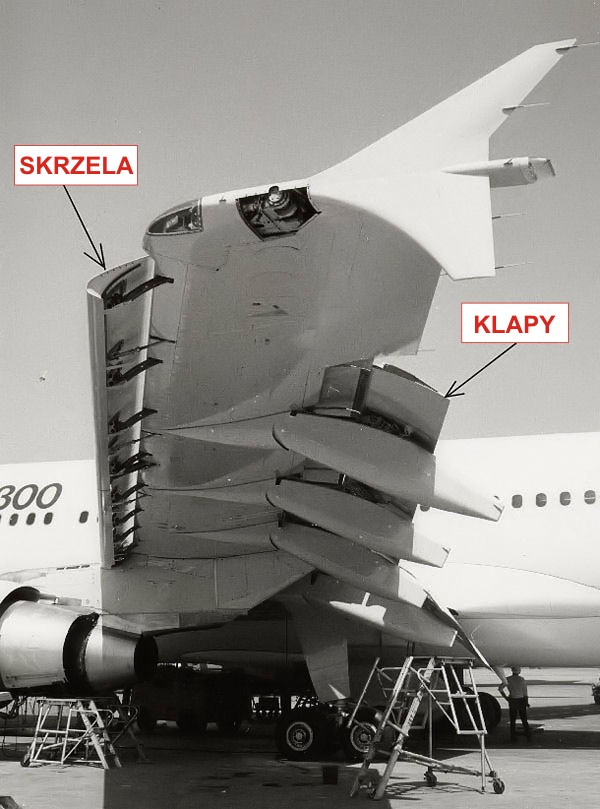
Skrzela (sloty) widoczne wzdłuż krawędzi natarcia skrzydła

Skrzela (inaczej sloty) – elementy mechanizacji skrzydła samolotu umieszczone wzdłuż krawędzi natarcia samolotu lub (wyjątkowo) szybowca, stałe lub ruchome. Sloty mają za zadanie poprawienie własności aerodynamicznych statku powietrznego przy locie z małymi prędkościami i na dużych kątach natarcia poprzez opóźnienie oderwania się strug. Odbywa się to poprzez zdmuchiwanie warstwy przyściennej przednią częścią skrzydła na części lub całości jego rozpiętości.
Zastosowanie skrzeli skraca drogę startu i lądowania samolotu, zwiększa siłę nośną, zmniejsza ryzyko wpadnięcia w korkociąg, polepsza pracę lotek, umożliwia lot z niską prędkością (współgrając z klapami) oraz zmniejsza ryzyko przeciągnięcia. Działanie slotów polega na opóźnieniu oderwania warstwy przyściennej dzięki zwiększeniu jej energii kinetycznej na górnej powierzchni skrzydła poprzez zasilenie jej elementami powietrza pochodzącymi z dolnej powierzchni. Stosuje się sloty automatyczne lub stałe. Zastosowanie slotów automatycznych wiąże się z komplikacją konstrukcji skrzydła i wzrostem jego masy. Zasada działania slotów automatycznych opiera się na wykorzystaniu zmian w rozkładach ciśnień na profilu, jakie zachodzą podczas zmiany kąta natarcia. Ich położenie zależy od bilansu ciśnień na krawędzi natarcia – przy małych kątach natarcia nadciśnienie dociska slot do płata, wraz ze wzrostem kąta natarcia slot wysuwa się. Sloty stałe upraszczają konstrukcję skrzydła, ale to rozwiązanie sprawdza się jedynie w samolotach o niewielkiej prędkości lotu.
Po raz pierwszy urządzenie to zastosowano w samolotach produkowanych przez brytyjską wytwórnię lotniczą Handley Page.
Stałe sloty są np. w samolotach:
1. PZL-101 Gawron
2. PZL-104 Wilga
3. PZL-106 Kruk

Ruchome sloty zamontowano na samolotach:
1. RWD-6
2. RWD-9
3. RWD-13
4. RWD-14 Czapla
5. RWD-15
6. An-2